# دارنيل فورلونغ
دارنيل فورلونغ (بالإنجليزية: Darnell Furlong)‏ هو لاعب كرة قدم بريطاني، ولد في 31 أكتوبر 1995 في لوتن في المملكة المتحدة. لعب مع كامبريدج يونايتد وكوينز بارك رينجرز ونادي نورثامبتون تاون.

## وصلات خارجية
- دارنيل فورلونغ على موقع قاعدة بيانات كرة القدم.إي يو (الإنجليزية)
- دارنيل فورلونغ على موقع Soccerbase.com (لاعب) (الإنجليزية)
- دارنيل فورلونغ على موقع Soccerway.com (الإنجليزية)
- دارنيل فورلونغ على موقع عالم كرة القدم.نت (الإنجليزية)
- دارنيل فورلونغ على موقع AS.com (الإسبانية)